# シナントロープ (テレビドラマ)
『シナントロープ』は、2025年10月6日からテレビ東京系「ドラマプレミア23」枠で放送予定のテレビドラマ。主演は水上恒司。
街の小さなバーガーショップ「シナントロープ」を舞台とした男女8人の青春群像ミステリー。

## キャスト

### 主要人物
都成剣之介（となり けんのすけ）
演 - 水上恒司

水町ことみ（みずまち ことみ）
演 - 山田杏奈

### 周辺人物
木場幹太（きば かんた）
演 - 坂東龍汰

里見奈々（さとみ なな）
演 - 影山優佳

田丸哲也（たまる てつや）
演 - 望月歩

室田環那（むろた かんな）
演 - 鳴海唯

志沢匠（しざわ たくみ）
演 - 萩原護

塚田竜馬（つかだ りゅうま）
演 - 高橋侃

## スタッフ
- 原作・脚本 - 此元和津也[1]
- 監督 - 山岸聖太[1]
- チーフプロデューサー - 祖父江里奈（テレビ東京）、平賀大介（P.I.C.S.[1]
- プロデューサー - 前田知樹（テレビ東京）、原田宗平（P.I.C.S.）、神戸麻紀（P.I.C.S.）、竹迫雄也（アスミック・エース）[1]
- 制作 - テレビ東京、P.I.C.S.[1]
- 制作協力 - アスミック・エース[1]
- 製作著作 - 「シナントロープ」製作委員会[1]

## 放送局
| 放送期間        | 放送時間           | 放送局         | 対象地域       | 備考   |
| --------------- | ------------------ | -------------- | -------------- | ------ |
| 2025年10月6日 - | 月曜 23:06 - 23:55 | テレビ東京     | 関東広域圏     | 製作局 |
|                 |                    | テレビ大阪     | 大阪府         |        |
|                 |                    | テレビ愛知     | 愛知県         |        |
|                 |                    | テレビせとうち | 岡山県・香川県 |        |
|                 |                    | テレビ北海道   | 北海道         |        |
|                 |                    | TVQ九州放送    | 福岡県         | [ 1 ]  |

## ネット配信
| 配信開始月 | 配信サイト     | 配信料金     | 備考       |
| ---------- | -------------- | ------------ | ---------- |
| 2025年10月 | ネットもテレ東 | 広告付き無料 | 見逃し配信 |
| 2025年10月 | TVer           | 広告付き無料 | 見逃し配信 |
| 2025年10月 | U-NEXT         | 定額制有料   | 見放題配信 |
| 2025年10月 | Lemino         | 定額制有料   | 見放題配信 |